# 內木志
內木志（日语：內木 志，1997年4月6日—）是日本女藝人，為女子偶像團體NMB48前成員，滋賀縣出身，2013年以選秀生1期身分出道，所屬經紀公司為SOMEDAY。

## 經歷

### NMB48時期
2013年
- 11月10日，參加「AKB48集團第一屆選秀會議」，在第二回合獲NMB48 Team BII指名，獲得交涉權力。

2014年
- 1月25日，於「AKB48 Request Hour 最佳200 2014」的第三日公演中，與其他選秀生於前座一同亮相，正式加入NMB48。
- 3月10日，首次出演NMB48 Team BII公演。
- 4月22日，出演『NMB48 Team BII 3rd Stage「引體後翻」公演』初日。

2016年
- 10月18日，NMB48的6周年初日公演中宣佈大組閣，所屬隊伍由Team BII移到Team N，並於2017年1月1日實行。
- 10月19日，NMB48的6周年第二日公演中宣佈NMB48第16張單曲「除我之外的人」於同年12月28日發行，同時亦公佈選拔成員名單，當中包括內木志，首次進入選拔。

2018年
- 6月16日，參加「AKB48第53張單曲世界選拔總選舉」，獲得第54名，首次進入圈內。
- 7月13日，參加《PRODUCE 48》，最終排名為87名而淘汰。

2019年
- 1月1日，NMB48新春公演中宣佈大組閣，所屬隊伍由Team N移到Team BII。
- 7月4日，於『NMB48 Team BII 5th Stage「2番目のドア」公演』中宣佈畢業。[1]
- 8月19日，於NMB48劇場舉行畢業公演，正式從NMB48畢業。[2]

### 個人發展
2019年
- 10月1日，於社交平台上公佈加入「Someday」事務所，今後將於其事務所進行演藝活動。

## 外部連結
- AKB48选秀会议 官方资料 （页面存档备份，存于）（日語）
- NMB48個人介紹頁（日語）
- 經紀公司個人介紹頁 （页面存档备份，存于） - SOMEDAY（日語）
- NMB48官方Blog（內木志） （页面存档备份，存于）（日語）
- 內木志的X（前Twitter）（日語）
- 內木志的Instagram帳戶（日語）
- 內木志的TikTok（日語）